# Емануел Ебуе
Емануел Ебуе (фр. Emmanuel Eboué; 4. јун 1983) бивши је фудбалер из Обале Слоноваче који је играо на позицији десног бека.
Рођен је у Абиџану и у том граду је почео омладинску каријеру у клубу АСЕК Мимозас, где је касније одиграо и једну сезону на професионалном нивоу. Након тога је отишао у Европу где је прво играо у Беверену, па у Арсеналу у којем је највише и играо и био најзапаженији играч. Са Арсеналом је играо финале Лиге Шампиона 2006. године постигао укупно 10 голова. Након тога је од 2011. до 2015. провео четири сезоне у Галатасарају, али последње није играо, као и 2016. године у Сандерланду, због неизмирених обавеза према свом менаџеру.
За репрезентацију Обале Слоноваче дебитовао је 2004. године, и укупно одиграо 79 утакмица и постигао три гола. Био је у тиму Обале Слоноваче на Светским првенствима 2006. и 2010. године.

## Успеси

### Клупски
Арсенал
- УЕФА Лига шампиона: финале 2005/06.

Галатасарај
- Суперлига Турске: 2011/12, 2012/13, 2014/15.
- Куп Турске: 2013/14.
- Суперкуп Турске: 2012, 2013, 2015.

### Репрезентативни
Обала Слоноваче
- Афрички куп нација: финале 2012.